# Lépes György (püspök)
Lépes György (1375 körül – Marosszentimre, 1442. március 18.) erdélyi katolikus püspök.

## Életútja
Zaránd vármegyei birtokos nemes családból származott. 1403–1417 között erdélyi prépost, 1427–1442 között pedig erdélyi püspök volt. 1436-ban a huszita mozgalmak – „e dögletes eretnekség” – terjedése  ellen behívta Marchiai Jakab inkvizítort. 1437-ben gyakorlatilag az ő rendelete miatt robbant ki az erdélyi parasztfelkelés (más néven: Budai Nagy Antal-féle parasztfelkelés). A püspök kötelezte a jobbágyokat, hogy a tizedet új pénzen váltsák meg, csakhogy a régi pénz értéke egynegyede volt az újnak, emellett tizedfizetésre akarta kötelezni az ortodox vallású románokat. A lázadást 1438-ra a nemesek kegyetlen módon leverték, majd a három rendi nemzet (magyar, székely, szász) megkötötte a kápolnai uniót. Lépes 1442-ben, a törökök ellen vívott marosszentimrei ütközetben vesztette életét.